# Saint-Ondras
Saint-Ondras é uma comuna francesa na região administrativa de Auvérnia-Ródano-Alpes, no departamento de Isère. Estende-se por uma área de 8,15 km². Em 2010 a comuna tinha 651 habitantes (densidade: 79,9 hab./km²).